# Toriyama Sekien
Toriyama Sekien (1712-1788) era artista de la impresión del género ukiyo-e de pintura japonesa, que se especializó en yōkai. 

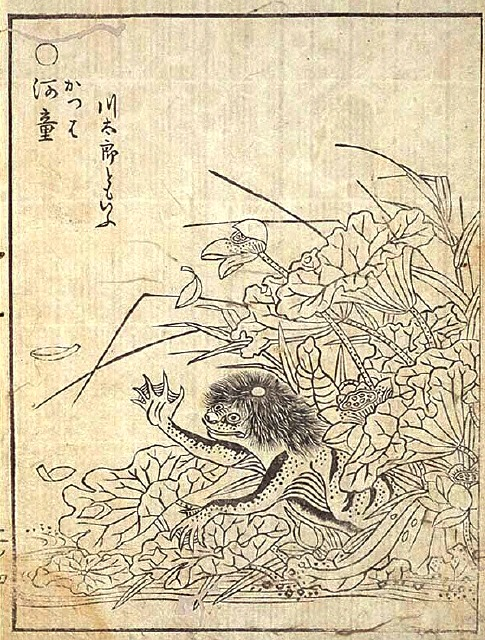
Ilustración de Kappa por Toriyama Sekien.

Era el profesor de Utamaro. Antes era pintor de la escuela de Kano. En el año 1780[cita requerida], Sekien emprendió un estudio cuidadoso de los seres sobrenaturales japoneses, cuyo resultado fue la serie de cuatro libros basada en el concepto del Hyakki Yagyō (desfile compuestos por cientos de tipos de yōkai).
El primer volumen apareció en 1781[cita requerida], bajo el título El desfile ilustrado de la noche de cientos de demonios Gazu Hyakki Yakō. Tres volúmenes más le siguieron: Los cientos de demonios ilustrados del presente y el pasado Konjaku Gazu Zoku Hyakki , Suplemento a los cientos de demonios del presente y del pasado Konjaku Hyakki Shūi y El bolso ilustrado de cientos de demonios al azar Gazu Hyakki Tsurezure bukuro.
- Wikimedia Commons alberga una categoría multimedia sobre Toriyama Sekien.